# Мерчант, Кэтрин
Кэтрин (Кэт) Мерчант (англ. Katherine "Kat" Merchant, родилась 29 октября 1985 года в Брайтоне) — английская регбистка, выступавшая на позиции винга. Чемпионка мира 2014 года и серебряный призёр чемпионата мира 2010 года в составе сборной Англии.

## Игровая карьера
Регби занялась в возрасте 16 лет, выступала на протяжении более 10 лет за «Вустер». Выиграла с командой чемпионат Англии в сезоне 2012/2013; также была капитаном «Вустера» и команды Западного Мидлендса. Выступала за сборную Англии до 19 лет (была капитаном команды) и вторую сборную Англии. Дебютировала за сборную Англии в 2005 году на Кубке шести наций; с командой стала серебряным призёром чемпионата мира 2010 года, а в 2014 году выиграла чемпионат мира. Последним матчем для неё стал финал чемпионата мира 2014 года, когда Англия обыграла Канаду со счётом 21:9. Выступала также за сборную по регби-7, играла на чемпионатах мира 2009 и 2013 годов; серебряный призёр чемпионата Европы 2013 года (выиграла первый этап).
В сентябре 2014 года Мерчант объявила о завершении игровой карьеры по состоянию здоровья из-за многочисленных сотрясений мозга; из сборной в это же время ушли ещё две новоиспечённые чемпионки мира — Мэгги Альфонси и Джоанна Макгилкрист. Кэт успела поработать тренером в «Уоспс» и администратором в Эмершеме, позже стала тренером клуба «Чешем» и команды Нового университета Букингемшира. В 2015 году Мерчант была тренером сборной Шри-Ланки. По состоянию на сентябрь 2021 года работала личным тренером.

## Стиль игры
Кэт занесла 44 попытки в играх за сборную (в том числе 41 попытку за первые 50 матчей), что было долгое время рекордом за сборную. Она обладала большой скоростью и могла с лёгкостью пробежать 100 м.

## Личная жизнь
Кэт училась в школе принца Генри в Ивсхэме, академии Олдфилд в Бате и средней школе Брендон-Хилл. Окончила Бирмингемский университет в 2007 году, получив степень бакалавра по специальности «Спорт и науки об упражнениях». Своим кумиром и вдохновителем называла Ники Кроуфорд, регбистку «Вустера» и сборной Англии (винга), которая была тренером Мерчант. Кроуфорд стала первой регбисткой, занёсшей 60 попыток в матчах за сборных.
Вне регби Кэт увлекается игрой на бас-гитаре.